# Narsinghpur (stato)
Lo Stato di Narsinghpur fu uno stato principesco del subcontinente indiano, avente per capitale la città di Narsinghpur.

## Storia
Secondo la leggenda, prima della costituzione dello stato di Narsinghpur esisteva un altro regno governato da due potenti capi Khond di nome Narsingh e Poro, e l'area prese il nome dal primo dei due, dopo che la coppia sconfisse il capo Dharma Singh. 
Storicamente non esistono documenti o altro durante l'era degli imperi Mughal e Maratha, e fu soltanto sotto il raja Puri Gajapati, di cui lo stato di Narsinghpur era feudatario, che il capo locale ricevette il titolo di Harichandan Mahapatra.
Lo stato venne fondato ufficialmente nel XVII secolo.
L'ultimo sovrano di Narsinghpur siglò l'ingresso a far parte dell'Unione Indiana il 1º gennaio 1948.

## Governanti
I regnanti di Narsinghpur avevano il titolo di raja.

### Raja
- Mandardhar Harichandan Mahapatra (1671–1701)
- Kochali Harichandan Mahapatra (1701–1723)
- Biswambar Harichandan Mahapatra (1723–1765)
- Rrishna Chandra Harichandan Mahapatra (1765–1775)
- Nimai Charan Harichandan Mahapatra (1775–1798)
- Jaganath Harichandan Mahapatra (1798–1826)
- Somanath Harichandan Mahapatra (1826–1859)
- Braja Sundar Harichandan Mahapatra (1859–4 dicembre 1884)
- Sadhu Charan Mansingh Harichandan Mahapatra (4 dicembre 1884 – 18 luglio 1912)
- Ramchandra Man Singh Harichandan Mahapatra (18 luglio 1912 – 5 luglio 1921)
- Ananta Narayan Mansingh Harichandan Mahapatra (5 luglio 1921 – 1 gennaio 1948)